# Hatch (Nou Mèxic)
Hatch és una població dels Estats Units a l'estat de Nou Mèxic. Segons el cens del 2000 tenia 1.673 habitants.

## Demografia
Segons el cens del 2000, Hatch tenia 1.673 habitants, 538 habitatges, i 402 famílies. La densitat de població era de 208,4 habitants per km².
Dels 538 habitatges en un 43,7% hi vivien nens de menys de 18 anys, en un 56,7% hi vivien parelles casades, en un 14,3% dones solteres, i en un 25,1% no eren unitats familiars. En el 20,6% dels habitatges hi vivien persones soles l'11% de les quals corresponia a persones de 65 anys o més que vivien soles. El nombre mitjà de persones vivint en cada habitatge era de 3,11 i el nombre mitjà de persones que vivien en cada família era de 3,63.
Per edats la població es repartia de la següent manera: un 35,7% tenia menys de 18 anys, un 9,7% entre 18 i 24, un 24,3% entre 25 i 44, un 17,9% de 45 a 60 i un 12,3% 65 anys o més.
L'edat mediana era de 30 anys. Per cada 100 dones de 18 o més anys hi havia 93,9 homes.
La renda mediana per habitatge era de 21.250 $ i la renda mediana per família de 23.819 $. Els homes tenien una renda mediana de 21.923 $ mentre que les dones 17.188 $. La renda per capita de la població era de 14.619 $. Aproximadament el 28,5% de les famílies i el 34,5% de la població estaven per davall del llindar de pobresa.

## Poblacions més properes
El següent diagrama mostra les poblacions més properes.